# Lübecker Straße
Lohmühlenstraße – stacja węzłowa metra hamburskiego na linii U1 i U3. Stacja została otwarta 1 marca 1912. 

## Położenie
Jest stacją węzłową linii U1 i U3. Składa się z dwóch poziomów, każdy z nich jest odrębny: na pierwszym poziomie są dwa perony boczne linii U3 (tory 1 i 2). Dostępne są tylko dla pasażerów znajdujących się na północnym końcu do Lübecker Straße. Zachodnia część jest pod kątem prawie 70 stopni w stosunku do linii U3 i składa się ze środkowego peronu linii U1 (tory 3 i 4) na drugim poziomie głębokości. Oba systemy są połączone za pośrednictwem wspólnej hali, która leży na poziomie minus 1.